# Kahena
Kahena is een historisch Braziliaans motorfietsmerk dat eind jaren negentig voor het eerst van zich deed spreken met een sportieve toermachine gebaseerd op het 1600 cc Volkswagen-Kever-blok. 
Waarschijnlijk is het de opvolger van Amazonas.